# Max Fiedler
Pour les articles homonymes, voir Fiedler.
August Max Fiedler (Zittau, 31 décembre 1859 – Stockholm, 1er décembre 1939) est un chef d'orchestre et compositeur allemand. Il est particulièrement connu pour ses interprétations de Brahms.

## Biographie
Max Fiedler commence par étudier le piano avec son père, qui dirige lui-même l'orchestre lorsque le jeune Max fait sa première apparition publique à dix ans, en 1870, dans le Concerto pour piano en la majeur, KV 488 de Mozart. Il poursuit ses études musicale à Zittau, avec l'organiste Gustav Albrecht, ancien élève de Mendelssohn, puis en 1877, Fiedler entre au Conservatoire de Leipzig, où le directeur, Carl Reinecke, devient son professeur. Il est diplômé en 1882, avec des honneurs exceptionnels, aux côtés de son collègue et ami Karl Muck. Fiedler étudie également la composition et entreprend dans la ville une intense activité musicale. Il développe une relation étroite avec Julius Spengel, un ami de Brahms.
Fiedler connaissait Brahms suffisamment bien pour que le compositeur lui demande de le remplacer lors d'un concert avec son deuxième Concerto, une invitation que Fiedler a poliment refusée. À Leipzig, il a presque certainement entendu Brahms diriger la première interprétation de la Symphonie no 2, début 1878 (bien que plus tard Ethel Smyth ait écrit que Brahms « avait le don de se frotter aux orchestres dans le mauvais sens… Par ailleurs, les musiciens du Gewandhaus étaient contre sa musique ») et son Concerto pour violon au nouvel an 1879, avec le soliste et dédicataire, Joseph Joachim. Jan Swafford a écrit a ce propos qu'il « y eut une affaire de brouillage entre Joachim, énervé par toutes les révisions de dernière minute, et Brahms encore plus tendu sur le podium que d'habitude. » Jeune homme, Fiedler dirige les symphonies de Brahms en présence du compositeur qui n'a pas exprimé de réticences, ni s'être plaint des interprétations de Fiedler
Après un poste de professeur au Conservatoire Hambourg, Fiedler est bientôt très demandé en tant que pianiste, et gagne des éloges pour sa « douce tonalité ». Sa première apparition en tant que chef d'orchestre a lieu pendant la saison 1885–1886, avec une symphonie de sa composition et son premier concert complet à la fin de 1886. Encouragé par sa première épouse, il devient bientôt le plus populaire des chefs en activité de Hambourg, aux côtés de Hans von Bülow, chez qui il admirait la musicalité et dont il adopte la technique de baguette. En 1903 il est nommé directeur du Conservatoire de Hambourg et en 1904 chef de l'Orchestre philharmonique de Hambourg. Dès 1898, Fiedler est actif à l'étranger en tant que chef invité, apparaissant en Russie, où il a été comparé à Artur Nikisch et Felix Weingartner, à Madrid (1899), à Paris (1901), à Turin (1904), à Rome (1906, 1908) et à Londres (1907, 1908). Pendant cette période, il développe sa réputation d'interprète majeur de la musique de Brahms, ainsi que de chef doué d'une « maîtrise complète » de l'orchestre
En 1908, Karl Muck, alors chef de l'Orchestre symphonique de Boston, recommande Fiedler comme successeur pour conduire l'orchestre, où il est nommé. Il s'était déjà produit aux États-Unis dans le courant de 1905, lorsqu'il avait dirigé le New York Philharmonic aux côtés de Willem Mengelberg, un an avant l'invitation du chef d'orchestre Fritz Steinbach, connu pour ses interprétations de Brahms. Alors qu'il passe quatre ans à la tête de l'orchestre de Boston, sa direction attire quelques critiques, notamment pour sa versatilité en tant qu'interprète, considérée comme agréable par « le grand public » mais moins par les « connaisseurs ». Parmi ses réalisations bostoniennes, il dirige la première mondiale de la massive Symphonie en si mineur « Polonia » de Paderewski, en 1909.
En 1912, Fiedler retourne à Hambourg, où Siegmund von Hausegger est à la tête de l'orchestre philharmonique ; et puisque la co-résidence risquait d'être difficile, compte tenu de son propre statut d'ancien chef de l'orchestre, Fiedler préfère se replier sur Berlin, où il commence une activité de chef invité dans la ville où il y a une multitude d'orchestres. En 1916, un critique de Berlin le salue comme « le plus grand interprète de Brahms actuel », et la même année, il accepte un poste de direction à Essen, à la suite d'Hermann Abendroth qui se rend à Cologne pour remplacer Steinbach.
À Essen, Fiedler consolide sa réputation de figure majeure de la vie musicale allemande. Il dirige un vaste répertoire, comprenant notamment des compositeurs contemporains tels que Walter Braunfels, Karol Szymanowski et Arthur Honegger, ainsi que chaque année l'organisation d'un festival consacré à un unique grand compositeur. En outre, il est l'invité occasionnel de l'Orchestre philharmonique de Berlin, et à partir de 1927, il est co-chef de la Folkwangschule d'Essen. En 1929, il se marie pour a seconde fois et en 1934, il renonce à son poste à Essen, revenant une fois de plus à Berlin, où il dirige l'Orchestre de la radio de Berlin, ainsi que celui de Hambourg. Pendant l'année 1939, il donne une série de concerts d'adieu à Berlin et Essen. À la fin de l'année, il tombe malade et meurt à Stockholm, en Suède, juste quelques semaines avant son 80e anniversaire.

## Compositions
Les œuvres de Fiedler comprennent une symphonie, une ouverture Lustspiel, un quintette avec piano, un quatuor à cordes, des pièces pour piano et des lieder.

## Legs
Fiedler a effectué plusieurs enregistrements commerciaux, tous de Brahms, excepté deux ouvertures de Weber. Il a enregistré l’ouverture pour une fête académique, la deuxième symphonie, deux mouvements extraits du deuxième concerto pour piano et la quatrième symphonie avec l'Orchestre philharmonique de Berlin. En outre quelques-unes de ses concerts radiophoniques ont été préservés. Il s'agit du concerto pour violon de Brahms et de la première symphonie de Schumann, toujours à Berlin. En raison de sa stature contemporaine comme interprète de Brahms, son contact direct avec le compositeur, il est facile de considérer les interprétations de Brahms de Fiedler, d'une certaine manière, comme étant « authentiques ». Cependant, l'écrivain britannique Christopher Dyment, écrit que, tandis que Fielder était un chef d'orchestre qui a « […] le plus pleinement exploré toutes les facettes de monde émotionnel de Brahms », néanmoins ses interprétations, en raison de leur constantes variations de tempo et des phrasés maniérés notamment l'introduction de pauses non écrites, reflètent un modèle interprétatif devant beaucoup plus à von Bülow qu'a Brahms. Dyment conclut que, dans l'enregistrement de Fiedler de la quatrième symphonie par exemple, « […] Les demandes de flexibilité de Brahms sont ici fournies en surabondance ». D'autre part, on sait que Brahms a dirigé sa musique avec des changements occasionnels de tempo non écrits. Néanmoins, même si les enregistrements de Fiedler représentent une approche interprétative très personnelle, ils permettent encore un aperçu fascinant dans un monde de l'interprétation musicale seulement transcrit imparfaitement pour des raisons historiques, par le disque 78 tours.
Fiedler nomme son fils Max George Fiedler (1898–1977). Le jeune Fiedler se rend aux États-Unis vers 1925. À partir de 1930, il est engagé dans la recherche de pointe des moteurs diesel, dans l'espoir de construire un moteur automobile propre, plus silencieux, plus léger. Il a écrit un article intitulé, « A New Theory of Diesel Combustion » en 1939, l'année de la mort de son père, pour le Franklin Institute de Philadelphie. Un article discutant des travaux de Fiedler dans un contexte moderne a été publié par Baxter et Hiltner dans l'ASME en 2001.

## Source
- (en) Cet article est partiellement ou en totalité issu de l’article de Wikipédia en anglais intitulé « Max Fiedler » (voir la liste des auteurs).